# Библиотека „Деспот Стефан Лазаревић“ (Младеновац)
Библиотека "Деспот Стефан Лазаревић" је библиотека која се налази на територији Градске општине Младеновац.

## Историјат библиотеке
Још од 1954. године постојало је једно одељење при Градској општини Младеновац. Године 1968. званично је отворена библиотека у Младеновцу, која тада носи назив "Коста Ђукић". Од 1989. године библиотека улази у састав мреже Библиотека града Београда. Приликом промене имена многих јавних институција, 2000. године, библиотека добија име које носи и данас, "Деспот Стефан Лазаревић".

## Библиотека данас
Библиотека "Деспот Стефан Лазаревић" у свом саставу има два одељења, Одељење одраслих и Дечје одељење; располаже фондом од око 80000 библиотечких јединица из свих области: белетристике, стручне и научне литературе, завичајне и референтне збирке (енциклопедије, речници, атласи, лексикони, монографије...), затим, ту је велики број наслова за децу и младе, као и велики број часописа и специјализованих новина из области културе, образовања и науке. Током године библиотеку посети око 27500 корисника. Годишње се упише око 5500 чланова. Поред основне делатности, ова установа организује велики број образовно-културних програма, књижевног, ликовног, музичког и мултимедијалног садржаја (радионице, трибине, сусрете, приредбе, итд.).

## "Шумадијске метафоре"
Библиотека "Деспот Стефан Лазаревић", у сарадњи са другим установама културе на територији општине Младеновац, организује Књижевни фестивал "Шумадијске метафоре" од 1987. године. Првих пет година, манифестација има искључиво локални карактер, али временом постаје прави, међународни књижевни фестивал, на ком годишње учествује, у просеку, тридесетак књижевника из иностранства. У почетку, конкурс фестивала је био ограничен искључиво на поезију, како би се касније проширио и на кратку причу. Поред основног такмичарског дела за одрасле, у оквиру конкурса "Шумадијских метафора", постоји и конкурс за дечје радове, али искључиво за школе из Младеновца. Први зборник радова штампан је 1992. године, а од 1999. поред зборника, "Шумадијске метафоре" штампају и књигу победника, што представља прву награду на конкурсу. Под окриљем овог фестивала до данас је штампано преко две стотине наслова. Почевши од 1995. године, фестивал улази у програм Београдског међународног сусрета писаца у организацији Удружења књижевника Србије. Од 2002. године "Шумадијске метафоре" додељују и Карађорђеву повељу, чији је носилац до сада била плејада знаменитих књижевника међу којима су Срба Игњатовић, Матија Бећковић, Радомир Андрић, итд.

## Галерија
- Позајмно одељење
- Референсни фонд и Дечје одељење
- Радне просторије са погледом на град
- Детаљ ентеријера
- Ђачка заклетва
- Простор испред улаза у Библиотеку